# Logic
Cet article concerne le rappeur américain Logic. Pour le logiciel de MAO, voir Logic Pro.
Logic, de son vrai nom Sir Robert Bryson Hall II,, né le 22 janvier 1990 à Gaithersburg dans le Maryland, est un rappeur américain.
Il compte beaucoup de followers sur Internet et est membre du RattPack, un groupe d'amis avec lequel il travaille. Il publie officiellement quatre mixtapes, ainsi que trois albums studio. Membre des labels Visionary Music Group et Def Jam Records, il publie son premier album solo intitulé Under Pressure le 21 octobre 2014.
Son troisième album studio intitulé Everybody, sorti le 5 mai 2017, lui fait atteindre la première place du Billboard 200.

## Biographie

### Jeunesse et débuts
Logic est né en 1990 à Gaithersburg dans le Maryland. Durant son enfance, son père afro-américain et sa mère blanche souffrent tous deux d'addiction au crack et d'alcoolisme. À cette période, son père n'est pas souvent présent à ses côtés, mais ils sont en contact maintenant. Ses frères vendaient de la cocaïne et vendaient même de la drogue à son père,. Il fréquente la Gaithersburg High School, mais n'en sort pas diplômé, ses mauvais résultats étant sûrement dus au fait qu'il ait commencé à sécher les cours en classe de seconde : « Mis à part en anglais, j'avais de mauvais résultats, alors ils m'ont renvoyé de l'école, ils m'ont abandonné. » déclare-t-il. Ayant plus de temps libre, il se consacre alors pleinement à sa carrière de rappeur.
À l'âge de treize ans, il rencontre son mentor, Solomon Taylor. Âgé de seize ans, Taylor lui amène de nombreux CD de beats sur lesquels Logic écrit les paroles. En 2009, il choisit le surnom Psychological car « le nom qui allait vraiment était Psychological. J'ai adoré ce nom car il évoquait l'esprit et je savais ce que je voulais que ma musique soit; quelque chose qui change vraiment l'état d'esprit. » Il publie une mixtape non officielle intitulée Psychological: The Mixtape sous son nom de scène original. Plus tard, il participe à un show dans le Maryland aux côtés de Pitbull, EPMD, Method Man, Redman et Ludacris. Peu de temps après, il raccourcit son premier nom de scène, Psychological, en Logic.

### Mixtapes variées (2010-2012)
Le 17 décembre 2010, il publie sa première mixtape officielle, Young, Broke and Infamous. Deux clips vidéos en sont extraits, Stain in the Game et Backpack. La mixtape séduit Chris Zarou, qui souhaitera l'intégrer à son label indépendant, Visionary Music Group. Logic publie sa deuxième mixtape, Young Sinatra, le 19 septembre 2011. Young Sinatra est très bien accueillie par plusieurs sources spécialisées dont le magazine XXL. Il réalise ensuite des clips vidéos pour certaines chansons telles que Mind of Logic, All I Do et Prime.
All I Do est la première vidéo de Logic à avoir atteint le million de vues sur YouTube. Le 15 mai 2012, le magazine Billboard le déclare comme Next Big Sound, ce qui signifie qu'il était l'artiste dont la popularité sur Internet grandissait le plus vite. Le 20 mars 2012, il signe officiellement un contrat chez Visionary Music Group. Il explique lors d'une interview : « Visionary Music Group est comme Roc-A-Fella. Damon Dash est comme Chris Zarou du Visionary Music Group, et j'aime me voir comme un Jay. Je ne suis pas arrogant, je dois voir ça ainsi pour le faire. Ils ont commencé en étant indépendants et quand ils ont signé chez un grand label, ils ont procédé comme ils voulaient. »
Logic publie sa troisième mixtape, Young Sinatra: Undeniable, le 30 avril 2012. Il évoque dans cette mixtape des sujets tels que son avenir, ses fans dans diverses parties du monde, la toxicomanie de son père, son renvoi du lycée et sa mère victime d'une agression à l'arme blanche. La mixtape possède des sonorités d'un meilleur niveau que ce qu'il produit précédemment et démontre la polyvalence de l'artiste. Il s'exprime à propos de ce tournant : « Les fans ont tendance à penser que si vous aimez un artiste parce qu'il fait ce genre de musique et donc qu'il s'améliore et qu'il mûrit et qu'il commence à faire une musique différente il se transforme. Mais j'ai créé tous les types de son présent dans mon œuvre alors vous ne pouvez pas dire que je change, vous ne pouvez jamais dire que je fais de la musique formatée ou que je fais de la musique purement commerciale. » Logic déclare dans une interview : « Il y a des choses pour les enfoirés qui ne font pas attention aux paroles et qui veulent juste s'amuser, chaque ligne est construite avec une telle profondeur que les paroliers et les tatillons ont quelque chose à écouter et aussi à analyser. » L'un des principaux buts de Logic dans sa musique est de véhiculer des messages positifs, de dire aux gens de poursuivre leurs rêves quels qu'ils soient, tout en avançant avec dignité. En août 2012, Logic termine sa première tournée nationale, le Visionary Music Tour avec Tayyib Ali.

### Young Sinatra: Welcome to Forever(2013)
Logic commence à travailler sur sa quatrième mixtape au début de l'année 2013. Il termine sa première tournée européenne en mars 2013, qui incluait des performances à Amsterdam, en Belgique, en Suisse et à Londres. Sa quatrième mixtape intitulée Young Sinatra: Welcome to Forever, est annoncée pour le 7 mai 2013. Il annonce aussi sa deuxième tournée nationale, le Welcome to Forever Tour, en amont de sa prochaine mix-tape. Au début de l'année 2013, il apparait sur la couverture du magazine XXL, classé dans la Top 10 Freshmen List, annonçant les meilleurs artistes montant du rap. À ses côtés se trouvent Trinidad James, Dizzy Wright, Action Bronson, Joey Badass, Ab-Soul, Chief Keef et Schoolboy Q entre autres.
Le 15 avril 2013, sa signature au label Def Jam est annoncée, et No I.D devient le producteur de son premier album solo. Logic s'exprime à ce sujet : « Je suis excité à l'idée de faire ce nouveau pas dans ma carrière. C'est incroyable pour Def Jam et Visionary Music Group de travailler ensemble et l'opportunité d'une collaboration avec une légende vivante comme No I.D. n'a pas de prix. Je suis honoré de faire partie du label de hip-hop le plus iconique de tous les temps. » Le 23 avril, il interprète l'une des chansons de Welcome to Forever, Nasty produite par Don Cannon. Après la sortie de sa quatrième mixtape, Young Sinatra : Welcome to Forever il entame la tournée Welcome to Forever Tour. La mixtape contient des invités comme Jhene Aiko, Kid Ink, Trinidad James, Dizzy Wright, Castro, Elijah Blake et Jon Bellion. La production a été assurée par No I.D., Don Cannon, Key Wane, C-Sick, Swiff D, Arthur McArthur et Logic lui-même. La mix-tape a atteint les 100 000 téléchargements sur DaftPiff en 24 heures. Logic part en tournée avec Kid Cudi, Big Sean, et Tyler, the Creator lors du The Cud Life Tour 2013 en hiver 2013.

### Under PressureetThe Incredible True Story(depuis 2014)
Le 5 novembre 2013, Logic révèle que No I.D., Hit-Boy, 6ix, et C-Sick produiraient son premier album. Le 27 janvier 2014, Visionary Music Group publie 24 Freeestyle via SoundCloud pour fêter les 24 ans de Logic. Le 11 février 2014, le groupe électro Krewella annonce sa participation au 2014 Verge Campus Spring Tour avec Logic.
Le 8 avril 2014, il publie une nouvelle chanson intitulée Now qui était censée être sur sa prochaine EP intitulée While You Wait. Au même moment, il annonça aussi qu'il se produirait lors du While You Wait Tour dont ferait partie les membres du Visionary Music Group (QuEST, Castro...). Une semaine plus tard, il détermine le titre de sa prochaine EP. Une semaine après cela, il publie Alright, la troisième chanson de l'EP, While You Wait. Le rappeur Big Sean apparaît dans cette chanson. Logic poursuit le 7 mai avec un freestyle appelé Finding Forever. Le 7 juin 2014, il révèle que le projet de While You Wait n'aboutirait pas. Le 27 août 2014, il réalise une chanson intitulée Driving Ms. Daisy avec Childish Gambino qui commence le décompte avant la sortie de son premier album.
Le 10 septembre 2014, il annonce que le titre de son premier album serait Under Pressure et révèle la pochette de l'album. Le 15 septembre 2014 il est annoncé que l'album sortirait le 21 octobre. La chanson titre, premier single de l'album, est sortie le 15 septembre. La vidéo du single est quant à elle sortie le 9 octobre. Le 14 octobre, sort le deuxième single intitulé Buried Alive. Un mois plus tard, le 12 novembre, Logic fait sa première apparition télévisée au Tonight Show de Jimmy Fallon. Il interprète I'm Gone, autre titre extrait de son premier album.
Durant l'été 2015, Logic annonce qu'un nouvel album appelé The Incredible True Story sortira le 13 novembre 2015.
Le 19 octobre 2015, il sort le clip de Young Jesus, premier extrait de l'album en featuring avec Big Lenbo.
Le 22 octobre, il publie le deuxième extrait intitulé Like Woah.

## Vie privée
Le 22 octobre 2015, Logic a épousé Jessica Andrea, sa compagne depuis deux ans. Cependant, le 20 mars 2018, il annonce qu'ils se sont séparés après deux ans de mariage et quatre ans de vie commune.
Depuis avril 2018, il partage la vie de Brittney Noell, une styliste américaine. En août 2019, le rappeur annonce dans sa chanson, No Pressure qu'il sera bientôt papa d'un petit garçon. Le mois suivant, en septembre 2019, il révèle s'être marié en secret avec sa compagne.
Le 17 juillet 2020, il annonce arrêter la musique, avec la sortie de son album "No Pressure", pour se consacrer à sa vie de famille.
Le 31 juillet 2021, la sortie de son nouvel album "Bobby Tarantino 3" marque son grand retour sur la scène du rap américain.

## Discographie

### Albums studio
| Titre                           | Détails                                                                                                   | Meilleure position | Meilleure position | Meilleure position | Meilleure position |
| Titre                           | Détails                                                                                                   | US                 | US R&B             | US Rap             | CAN                |
| ------------------------------- | --- | ------------------ | ------------------ | ------------------ | ------------------ |
| Under Pressure                  | - Sortie : 21 octobre 2014 - Labels : Visionary Music Group, Def Jam - Format : CD, téléchargement, vinyl | 4                  | 2                  | 2                  | 8                  |
| The Incredible True Story       | - Sortie : 13 novembre 2015 - Labels : Visionary Music Group, Def Jam                                     | 3                  | 1                  | 1                  | 7                  |
| Everybody                       | - Sortie : 5 mai 2017 - Labels : Visionary Music Group, Def Jam                                           | 1                  | 1                  | 1                  | 4                  |
| Young Sinatra IV                | - Sortie : 28 septembre 2018 - Labels : Visionary Music Group, Def Jam - Format: CD, téléchargement.      | -                  | -                  | -                  | -                  |
| Supermarket (Soundtrack)        | - Sortie : 26 mars 2019 - Labels : Visionary Music Group, Def Jam                                         | -                  | -                  | -                  | -                  |
| Confessions of a Dangerous Mind | - Sortie : 10 mai 2019 - Labels : Visionary Music Group, Def Jam                                          | -                  | -                  | -                  | -                  |
| No Pressure                     | - Sortie : 24 juillet 2020 - Labels : Visionary Music Group, Def Jam                                      | -                  | -                  | -                  | -                  |
| Vinyl Days                      | - Sortie : 17 Juin 2022 - Label: Visionary, Def Jam                                                       |                    |                    |                    |                    |
| College Park                    | - Sortie : 24 Février 2023 - Label: BobbyBoy Records, Three Oh One Productions, BMG                       |                    |                    |                    |                    |
| Ultra 85 (en)                   | - Sortie : 9 Août 2024 - Label: BobbyBoy Records, Three Oh One Productions, BMG                           |                    |                    |                    |                    |

### Compilations
- 2021 : YS Collection Vol. 1

### EPs
- 2023 : 3P (avec C Dot Castro)
- 2025 : Aquarius III

### Mixtapes
| Titre                             | Détails                                                |
| --------------------------------- | ------------------------------------------------------ |
| Psychological: The Mixtape        | - Sortie : 1er janvier 2009 - Format : Téléchargement  |
| Young, Broke, and Infamous        | - Sortie : 17 décembre 2010 - Format : Téléchargement  |
| Young Sinatra                     | - Sortie : 19 septembre 2011 - Format : Téléchargement |
| Young Sinatra: Undeniable         | - Sortie: 30 avril 2012 - Format: Téléchargement       |
| Young Sinatra: Welcome to Forever | - Sortie: 7 mai 2013 - Format: Téléchargement          |
| Bobby Tarantino                   | - Sortie: 30 juin 2016 - Format: Téléchargement        |
| Bobby Tarantino 2                 | - Sortie : 9 mars 2018                                 |
| Planetory Destruction             | - Sortie : 2 Janvier 2021                              |
| Bobby Tarantino 3                 | - Sortie : 30 juillet 2021                             |
| Inglorious Basterd                | - Sortie : 18 Septembre 2023                           |

## Publications
| Titre                         | Genre      | Éditeur          | Date de sortie   | Distinction               |
| ----------------------------- | ---------- | ---------------- | ---------------- | ------------------------- |
| Supermarket                   | Roman      | Simon & Schuster | 26 mars 2019     | New York Times bestseller |
| This Bright Future : A Memoir | Biographie | N/A              | 7 septembre 2021 | N/A                       |

## Filmographie
- 2024 : The 4:30 Movie de Kevin Smith : Astro Blaster